# The Big 10
The Big 10 — мікстейп американського репера 50 Cent, виданий для безкоштовного завантаження на сайті ThisIs50 [Архівовано 9 грудня 2020 у Wayback Machine.] 9 грудня 2011 р. 7 грудня 2011 стали відомими плани виконавця випустити новий матеріал через зазначений ресурс. Того ж дня з'явилася інформація про підписання на G-Unit Records нової артистки, Paris. Реліз видано з метою відзначення 10-ї річниці виходу мікстейпу 50 Cent Is the Future (2002). 
Мастеринг: Марк Крістенсен на Engine Room Audio, Нью-Йорк; асистент: Кріс Альберс. Наразі реліз має золотий статус на DatPiff (за критеріями сайту), його завантажили понад 247 тис. разів.

## Сингли
20 грудня 2011, напередодні виступу 50 Cent у фіналі першого сезону «The X Factor», «Wait Until Tonight» випустили на iTunes.
«I Just Wanna» посіла 61-шу сходинку чарту Hot R&B/Hip-Hop Songs. Невдовзі після цього, 26 березня 2012, пісню видали цифровим синглом.

## Відеокліпи
27 листопада 2011 50 Cent твітнув, що на кожен трек з The Big 10 він зніме кліп. 9 грудня оприлюднили перше відео «Queens, NY», камео: Тоні Єйо. 12 грудня відбулась прем'єра «I Just Wanna», 14 грудня — «Wait Until Tonight», 16 грудня — «Off & On» (має попередження щодо перегляду для осіб молодших 18 років), 27 грудня — «Put Ya Hands Up», 28 грудня — «Nah Nah Nah», 14 лютого — «Shooting Guns». Попри озвучений план останнім відеокліпом став «Niggas Be Schemin'» (прем'єра: 16 травня).

## Список пісень
| #   | Назва                                     | Продюсер(и)   | Тривалість |
| --- | ----------------------------------------- | ------------- | ---------- |
| 1.  | «Body on It»                              | Jake One      | 4:24       |
| 2.  | «Niggas Be Schemin'» (з участю Kidd Kidd) | Twice as Nice | 4:10       |
| 3.  | «Queens, NY» (з участю Paris)             | EQ            | 3:19       |
| 4.  | «I Just Wanna» (з участю Tony Yayo)       | D.R.U.G.S.    | 4:21       |
| 5.  | «Shooting Guns» (з участю Kidd Kidd)      | DJ Khalil     | 3:23       |
| 6.  | «Put Your Hands Up»                       | Jahlil Beats  | 2:27       |
| 7.  | «Wait Until Tonight»                      | Scoop DeVille | 2:51       |
| 8.  | «You Took My Heart»                       | Trox          | 3:23       |
| 9.  | «Off & On»                                | Street Radio  | 2:40       |
| 10. | «Nah, Nah, Nah» (з участю Tony Yayo)      | KY Miller     | 3:41       |
| 11. | «Stop Cryin'» (бонус-трек)                | !llmind       | 2:54       |
| 12. | «Outro Skit»                              |               | 0:36       |

Семпли
- «Body on It» містить семпл з «Risin' to the Top» у вик. Кені Берка та діалог з «Queens Shooting Suspect Struck Twice in 20 Minutes», репортажу телеканалу NY1.
- «Niggas Be Schemin'» містить семпл з «Many Men (Wish Death)» у вик. 50 Cent.
- «I Just Wanna» містить семпл з «That's the Way (I Like It)» у вик. KC and the Sunshine Band.
- «Put Your Hands Up» містить семпл з «Put Your Hands Where My Eyes Could See» у вик. Busta Rhymes.
- «Wait Until Tonight» містить семпл з «If You Think You're Lonely Now» у вик. Боббі Вомака.
- «Off & On» містить семпл з «It Ain't Easy» у вик. 2Pac та «On and On» у вик. Біза Маркі.
- «Stop Cryin'» містить семпл з «Long Red» у вик. Mountain, «La Di Da Di» у вик. Дуґа І. Фреша й Сліка Ріка та «You're Nobody (Til Somebody Kills You)» у вик. The Notorious B.I.G.